# Calcata
Calcata é uma comuna italiana da região do Lácio, província de Viterbo, com cerca de 846 (Cens. 2001) habitantes. Estende-se por uma área de 7,67 km², tendo uma densidade populacional de 110,30 hab/km². Faz fronteira com Faleria, Magliano Romano (RM), Mazzano Romano (RM) e Rignano Flaminio (RM).

## Demografia
| Variação demográfica do município entre 1861 e 2011                               |
|                                                                                   |
| Fonte: Istituto Nazionale di Statistica (ISTAT) - Elaboração gráfica da Wikipedia |